# آيت اومنيصف (آيت حمزة)
آيت اومنيصف هو دُوَّار يقع بجماعة تيفرت نآيت حمزة، إقليم أزيلال، جهة بني ملال خنيفرة في المملكة المغربية. ينتمي الدوّار لمشيخة آيت حمزة التي تضم 4 دواوير. يقدر عدد سكانه بـ 964 نسمة حسب الإحصاء الرسمي للسكان والسكنى لسنة 2004.

## وصلات خارجية
- البوابة الوطنية للجماعات الترابية
- المندوبية السامية للتخطيط